# IC 4984
IC 4984 ist eine Spiralgalaxie vom Hubble-Typ Sb im Sternbild Telescopium am Südsternhimmel. Sie ist schätzungsweise 689 Millionen Lichtjahre von der Milchstraße entfernt und hat einen Durchmesser von etwa 180.000 Lichtjahren.

Das Objekt wurde am 31. August 1904 von Royal Harwood Frost entdeckt.